# Leonida Kasaya
Leonida Melvin Kasaya est une joueuse kényane de volley-ball née le 10 octobre 1993.

## Biographie
Elle fait partie de l'équipe du Kenya féminine de volley-ball.
Elle participe au Championnat du monde féminin de volley-ball 2010, avec laquelle elle participe au Grand Prix mondial de volley-ball 2014 puis au Championnat du monde féminin de volley-ball 2010, avec laquelle elle participe au championnat du monde 2018,.
Elle remporte la médaille d'or des Jeux africains de 2019.

## Clubs
- 2014-2018  Kenya Pipelines